# Victoria’s Secret Fashion Show 2016
A Victoria's Secret Fashion Show a Victoria' s Secret által szponzorált éves divatbemutató. A Victoria's Secret fehérneműk, hálóruhák márkája. A Victoria's Secret a műsort használja népszerűsítésnek, hogy a piacra dobott áru magasan profitáljon. A műsorban megjelennek a világ vezető divatmodelljei, mint például a jelenlegi Victoria's Secret Angyal Adriana Lima, Alessandra Ambrosio, Lily Aldridge, Elsa Hosk, Sara Sampaio, Taylor Hill, Stella Maxwell, Jasmine Tookes, Lai Ribeiro, Romee Strijd, Josephine Skriver, Martha Hunt. Behati Prinsloo és Candice Swanepoel kimaradtak az idei műsorból várandósság miatt. A műsorban szerepeltek a PINK spokesmodellek: Rachel Hilbert, Zuri Tibby, Grace Elizabeth.
A 2016-os Victoria's Secret Fashion Show Párizsban, a Grand Palais-ban került megrendezésre.
A műsor kiemelt zenei előadói: The Weeknd, Bruno Mars. Idén Jasmine Tookes viselte a Victoria's Secret Fantasy Brát. A Bright Night Fantasy Bra 3 000 000 dollárt ér.
| Dátumok                                                     | Helyszínek            | Műsorszolgáltató | A nézők (millió) | Előadók                            |
| ----------------------------------------------------------- | --------------------- | ---------------- | ---------------- | ---------------------------------- |
| 138123520030. nov. 2016. (Felvétel); 4167520005. dec. 2016. | Párizs, Franciaország | CBS              | 6.67             | Lady Gaga, The Weeknd, Bruno Mars. |

## A divatbemutató részei

### Segment 1: The Road Ahead
| Ország                    | Név                 | Divatbemutatók             | Adatok           |
| ------------------------- | ------------------- | -------------------------- | ---------------- |
| Svédország                | Elsa Hosk           | 2011–napjainkig            | Jelenlegi Angyal |
| Amerikai Egyesült Államok | Taylor Hill         | 2014–napjainkig            | Jelenlegi Angyal |
| Angola                    | Maria Borges        | 2013–napjainkig            |                  |
| Brazília                  | Lais Ribeiro        | 2010-2011, 2013–napjainkig | Jelenlegi Angyal |
| Brazília                  | Adriana Lima        | 1999-2008, 2010–napjainkig | Jelenlegi Angyal |
| Kína                      | Liu Wen             | 2009-2012, 2016            |                  |
| Amerikai Egyesült Államok | Kendall Jenner      | 2015-napjainkig            |                  |
| Kína                      | Ming Xi             | 2013–napjainkig            |                  |
| Amerikai Egyesült Államok | Devon Windsor       | 2013–napjainkig            | Próba Modell     |
| Franciaország             | Cindy Bruna         | 2013-napjainkig            |                  |
| Puerto Rico               | Joan Smalls         | 2011–napjainkig            |                  |
| Amerikai Egyesült Államok | Jasmine Tookes      | 2012–napjainkig            | Jelenlegi Angyal |
| Amerikai Egyesült Államok | Gigi Hadid          | 2015–napjainkig            |                  |
| Brazília                  | Daniela Braga       | 2014–napjainkig            |                  |
| Amerikai Egyesült Államok | Martha Hunt         | 2013–napjainkig            | Jelenlegi Angyal |
| Brazília                  | Barbara Fialho      | 2012–napjainkig            | Próba Modell     |
| Brazília                  | Alessandra Ambrosio | 2000–napjainkig            | Jelenlegi Angyal |

### Segment 2: Mountain Romance
| Előadó    | Dal               |
| --------- | ----------------- |
| Lady Gaga | "Million Reasons" |

| Ország                    | Név               | Divatbemutatók   | Adatok           |
| ------------------------- | ----------------- | ---------------- | ---------------- |
| Dánia                     | Josephine Skriver | 2013–napjainkig  | Jelenlegi Angyal |
| Hollandia                 | Sanne Vloet       | 2015–napjainkig  |                  |
| Amerikai Egyesült Államok | Lily Aldridge     | 2009–napjainkig  | Jelenlegi Angyal |
| Egyesült Királyság        | Megan Williams    | Jövevény         |                  |
| Kína                      | Sui He            | 2011-napjainkig  |                  |
| Egyesült Királyság        | Leomie Anderson   | 2015–napjainkig  |                  |
| Ausztrália / India        | Kelly Gale        | 2013-2014 ; 2016 |                  |
| Egyesült Királyság        | Lily Donaldson    | 2010–napjainkig  |                  |
| Brazília                  | Izabel Goulart    | 2005–napjainkig  | Egykori Angyal   |
| Belgium                   | Stella Maxwell    | 2014–napjainkig  | Jelenlegi Angyal |
| Portugália                | Sara Sampaio      | 2013–napjainkig  | Jelenlegi Angyal |
| Amerikai Egyesült Államok | Keke Lindgard     | 2016             | Jövevény         |
| Brazília                  | Flavia Lucini     | 2015–napjainkig  |                  |
| Hollandia                 | Romee Strijd      | 2014–napjainkig  | Jelenlegi Angyal |

### Segment 3: Pink Nation
| Előadó     | Dal      |
| ---------- | -------- |
| Bruno Mars | "Chunky" |

| Ország                                    | Név               | Divatbemutatók  | Adatok                    |
| ----------------------------------------- | ----------------- | --------------- | ------------------------- |
| Amerikai Egyesült Államok                 | Grace Elizabeth   | 2016            | Jövevény/Pink Spokesmodel |
| Tanzánia                                  | Herieth Paul      | 2016            | Jövevény                  |
| Ausztrália                                | Bridget Malcolm   | 2015–napjainkig |                           |
| Kína                                      | Xiao Wen Ju       | 2016            | Jövevény                  |
| Amerikai Egyesült Államok                 | Rachel Hilbert    | 2015–napjainkig | Pink Spokesmodel          |
| Amerikai Egyesült Államok                 | Alanna Arrington  | 2016            | Jövevény                  |
| Brazília                                  | Lais Oliveira     | 2016            | Jövevény                  |
| Amerikai Egyesült Államok                 | Maggie Laine      | 2016            | Jövevény                  |
| Amerikai Egyesült Államok / Franciaország | Camille Rowe      | 2016            | Jövevény                  |
| Amerikai Egyesült Államok                 | Brooke Perry      | 2016            | Jövevény                  |
| Amerikai Egyesült Államok                 | Zuri Tibby        | 2016            | Jövevény/Pink Spokesmodel |
| Amerikai Egyesült Államok                 | Lameka Fox        | 2016            | Jövevény                  |
| Brazília                                  | Luma Grothe       | 2016            | Jövevény                  |
| Amerikai Egyesült Államok                 | Dilone Altagracia | 2016            | Jövevény                  |

### Segment 4: Secret Angel
| Előadó     | Dal       | Adat(ok)    |
| ---------- | --------- | ----------- |
| The Weeknd | "Starboy" | Élő előadás |

| Ország                    | Név               | Divatbemutatók              | Adatok           |
| ------------------------- | ----------------- | --------------------------- | ---------------- |
| Brazília                  | Adriana Lima      | 1999-2008 ; 2010–napjainkig | Jelenlegi Angyal |
| Oroszország               | Valery Kaufman    | 2015–napjainkig             |                  |
| Amerikai Egyesült Államok | Bella Hadid       | 2016                        | Jövevény         |
| Amerikai Egyesült Államok | Jourdana Phillips | 2016                        | Jövevény         |
| Franciaország             | Cindy Bruna       | 2013–napjainkig             |                  |
| Kína                      | Ming Xi           | 2013–napjainkig             |                  |
| Hollandia                 | Sanne Vloet       | 2015–napjainkig             |                  |
| Svédország                | Elsa Hosk         | 2011–napjainkig             | Jelenlegi Angyal |
| Oroszország               | Irina Shayk       | 2016                        | Jövevény         |
| Egyesült Királyság        | Leomie Anderson   | 2015–napjainkig             |                  |
| Kína                      | Liu Wen           | 2009-2012, 2016             |                  |
| Új-Zéland                 | Georgia Fowler    | 2016                        | Jövevény         |
| Portugália                | Sara Sampaio      | 2013–napjainkig             | Jelenlegi Angyal |

### Segment 5: Dark Angel
| Előadó    | Song              |
| --------- | ----------------- |
| Lady Gaga | A-Yo & John Wayne |

| Ország                    | Név                 | Divatbemutatók              | Adatok           |
| ------------------------- | ------------------- | --------------------------- | ---------------- |
| Amerikai Egyesült Államok | Taylor Hill         | 2014–napjainkig             | Jelenlegi Angyal |
| Amerikai Egyesült Államok | Gigi Hadid          | 2015–napjainkig             |                  |
| Kína                      | Sui He              | 2011-napjainkig             |                  |
| Amerikai Egyesült Államok | Kendall Jenner      | 2015–napjainkig             |                  |
| Amerikai Egyesült Államok | Devon Windsor       | 2013–napjainkig             | Próba Modell     |
| Brazília                  | Lais Ribeiro        | 2010-2011 ; 2013–napjainkig | Jelenlegi Angyal |
| Oroszország               | Kate Grigorieva     | 2014–napjainkig             | Egykori Angyal   |
| Amerikai Egyesült Államok | Martha Hunt         | 2013–napjainkig             | Jelenlegi Angyal |
| Brazília                  | Alessandra Ambrosio | 2000–napjainkig             | Jelenlegi Angyal |
| Brazília                  | Barbara Fialho      | 2012–napjainkig             | Próba Modell     |
| Brazília                  | Izabel Goulart      | 2005–napjainkig             | Egykori Angyal   |
| Puerto Rico               | Joan Smalls         | 2011–napjainkig             |                  |

### Segment 6: Bright Night Angel
| Előadó     | Dal         |
| ---------- | ----------- |
| Bruno Mars | "24K Magic" |

| Ország                    | Név               | Divatbemutatók              | Adatok                                                                      |
| ------------------------- | ----------------- | --------------------------- | --------------------------------------------------------------------------- |
| Belgium                   | Stella Maxwell    | 2014–napjainkig             | Jelenlegi Angyal                                                            |
| Új-Zéland                 | Georgia Fowler    | 2016                        | Jövevény                                                                    |
| Amerikai Egyesült Államok | Jasmine Tookes    | 2012–napjainkig             | Jelenlegi Angyal; viseli a "Bright Night Fantasy Bra"-t (érték: $3,000,000) |
| Amerikai Egyesült Államok | Bella Hadid       | 2016                        | Jövevény                                                                    |
| Angola                    | Maria Borges      | 2013–napjainkig             | Jelenlegi Angyal                                                            |
| Egyesült Királyság        | Lily Donaldson    | 2010–napjainkig             |                                                                             |
| Oroszország               | Irina Shayk       | 2016                        | Jövevény                                                                    |
| Hollandia                 | Romee Strijd      | 2014–napjainkig             | Jelenlegi Angyal                                                            |
| Dánia                     | Josephine Skriver | 2013–napjainkig             | Jelenlegi Angyal; Swarovski outfit-et visel                                 |
| Ausztrália / India        | Kelly Gale        | 2013-2014 ; 2016–napjainkig |                                                                             |
| Amerikai Egyesült Államok | Jourdana Phillips | 2016                        | Jövevény                                                                    |
| Amerikai Egyesült Államok | Lily Aldridge     | 2009–napjainkig             | Jelenlegi Angyal                                                            |

## Finálé
| DalLista    | Előadó              | Státusz   |
| ----------- | ------------------- | --------- |
| Light Me Up | Bronze Radio Return | Recording |

Angyalok:
Adriana Lima, Alessandra Ambrosio, Lily Aldridge, Martha Hunt, Stella Maxwell, Josephine Skriver, Romee Strijd, Elsa Hosk, Jasmine Tookes, Lais Ribeiro, Taylor Hill, Sara Sampaio
Visszatérő modellek:
Daniela Braga, Joan Smalls, Devon Windsor, Barbara Fialho, Gigi Hadid, Kendall Jenner, Valery Kaufman, Sanne Vloet, Izabel Goulart, Maria Borges, Leomie Anderson, Flávia Lucini, Rachel Hilbert, Kate Grigorieva, Lily Donaldson, Cindy Bruna, Bridget Malcolm és Kelly Gale. Liu Wen, Sui He, Ming Xi és Xiao Wen Ju.
Jövevények:
Bella Hadid, Xiao Wen Ju, Irina Shayk, Jourdana Phillips, Keke Lindgard, Maggie Laine, Georgia Fowler, Herieth Paul, Luma Grothe, Lais Oliveira, Grace Elizabeth, Lameka Fox, Brooke Perry, Zuri Tibby, Dilone, Camille Rowe, Megan Williams, Alanna Arrington és Herieth Paul.

## Fordítás
Ez a szócikk részben vagy egészben  a   Victoria's Secret Fashion Show 2016 című angol Wikipédia-szócikk ezen változatának fordításán alapul.  Az eredeti cikk szerkesztőit annak laptörténete sorolja fel. Ez a jelzés csupán a megfogalmazás eredetét és a szerzői jogokat jelzi, nem szolgál a cikkben szereplő információk forrásmegjelöléseként.